# Max Goller
Maximilian "Max" Goller (ur. 16 października 2000) – niemiecki skoczek narciarski, reprezentant klubu SC Partenkirchen. Medalista mistrzostw kraju.

## Przebieg kariery
W oficjalnych zawodach międzynarodowych rozgrywanych przez FIS zadebiutował we wrześniu 2015 w konkursie Alpen Cupu w Hinterzarten. We wrześniu 2017 zadebiutował w FIS Cupie, zajmując 39. miejsce w Kanderstegu. Pierwsze punkty zdobył w lutym 2018, zajmując 20. miejsce w Rastbüchl. W sierpniu 2018 w Szczyrku zadebiutował w Letnim Pucharze Kontynentalnym, plasując się na 30. pozycji. W grudniu tego samego roku zadebiutował w zimowej edycji cyklu, zajmując 51. miejsce w Engelbergu. W maju 2019 zakończył karierę.
Zdobył złoty medal mistrzostw Niemiec w zawodach drużynowych w 2018 roku.

## Puchar Kontynentalny

### Miejsca w poszczególnych konkursach Pucharu Kontynentalnego
| Źródło                                                                        | Źródło            | Źródło     | Źródło     | Źródło          | Źródło          | Źródło            | Źródło            | Źródło              | Źródło              | Źródło        | Źródło        | Źródło        | Źródło        | Źródło        | Źródło              | Źródło              | Źródło              | Źródło           | Źródło           | Źródło           | Źródło           | Źródło     | Źródło     | Źródło         | Źródło         | Źródło            | Źródło            | Źródło | Źródło | Źródło | Źródło | Źródło | Źródło | Źródło | Źródło | Źródło | Źródło | Źródło | Źródło | Źródło | Źródło | Źródło | Źródło | Źródło | Źródło | Źródło | Źródło | Źródło | Źródło | Źródło | Źródło | Źródło | Źródło | Źródło | Źródło | Źródło | Źródło | Źródło | Źródło |
| ----------------------------------------------------------------------------- | ----------------- | ---------- | ---------- | --------------- | --------------- | ----------------- | ----------------- | ------------------- | ------------------- | ------------- | ------------- | ------------- | ------------- | ------------- | ------------------- | ------------------- | ------------------- | ---------------- | ---------------- | ---------------- | ---------------- | ---------- | ---------- | -------------- | -------------- | ----------------- | ----------------- | ------ | ------ | ------ | ------ | ------ | ------ | ------ | ------ | ------ | ------ | ------ | ------ | ------ | ------ | ------ | ------ | ------ | ------ | ------ | ------ | ------ | ------ | ------ | ------ | ------ | ------ | ------ | ------ | ------ | ------ | ------ | ------ |
| Sezon 2018/2019                                                               |                   |            |            |                 |                 |                   |                   |                     |                     |               |               |               |               |               |                     |                     |                     |                  |                  |                  |                  |            |            |                |                |                   |                   |        |        |        |        |        |        |        |        |        |        |        |        |        |        |        |        |        |        |        |        |        |        |        |        |        |        |        |        |        |        |        |        |
| Lillehammer HS140                                                             | Lillehammer HS140 | Ruka HS142 | Ruka HS142 | Engelberg HS140 | Engelberg HS140 | Klingenthal HS140 | Klingenthal HS140 | Bischofshofen HS140 | Bischofshofen HS140 | Sapporo HS137 | Sapporo HS137 | Sapporo HS137 | Planica HS139 | Planica HS139 | Iron Mountain HS133 | Iron Mountain HS133 | Iron Mountain HS133 | Oberstdorf HS137 | Oberstdorf HS137 | Brotterode HS117 | Brotterode HS117 | Rena HS139 | Rena HS139 | Zakopane HS140 | Zakopane HS140 | Czajkowskij HS102 | Czajkowskij HS140 | punkty |        |        |        |        |        |        |        |        |        |        |        |        |        |        |        |        |        |        |        |        |        |        |        |        |        |        |        |        |        |        |        |
| -                                                                             | -                 | -          | -          | 51              | 52              | -                 | -                 | -                   | -                   | -             | -             | -             | -             | -             | -                   | -                   | -                   | -                | -                | -                | -                | -          | -          | -              | -              | -                 | -                 | 0      |        |        |        |        |        |        |        |        |        |        |        |        |        |        |        |        |        |        |        |        |        |        |        |        |        |        |        |        |        |        |        |
| Legenda                                                                       |                   |            |            |                 |                 |                   |                   |                     |                     |               |               |               |               |               |                     |                     |                     |                  |                  |                  |                  |            |            |                |                |                   |                   |        |        |        |        |        |        |        |        |        |        |        |        |        |        |        |        |        |        |        |        |        |        |        |        |        |        |        |        |        |        |        |        |
| 1 2 3 4-10 11-30 poniżej 30 dq – dyskwalifikacja - – zawodnik nie wystartował |                   |            |            |                 |                 |                   |                   |                     |                     |               |               |               |               |               |                     |                     |                     |                  |                  |                  |                  |            |            |                |                |                   |                   |        |        |        |        |        |        |        |        |        |        |        |        |        |        |        |        |        |        |        |        |        |        |        |        |        |        |        |        |        |        |        |        |

## Letni Puchar Kontynentalny

### Miejsca w klasyfikacji generalnej
| Sezon | Miejsce |
| ----- | ------- |
| 2018  | 85.     |

### Miejsca w poszczególnych konkursachLetniego Pucharu Kontynentalnego
| Źródło                                                                        | Źródło      | Źródło        | Źródło      | Źródło         | Źródło      | Źródło      | Źródło     | Źródło     | Źródło         | Źródło         | Źródło            | Źródło            | Źródło | Źródło | Źródło | Źródło | Źródło | Źródło | Źródło | Źródło | Źródło | Źródło | Źródło | Źródło | Źródło | Źródło |
| ----------------------------------------------------------------------------- | ----------- | ------------- | ----------- | -------------- | ----------- | ----------- | ---------- | ---------- | -------------- | -------------- | ----------------- | ----------------- | ------ | ------ | ------ | ------ | ------ | ------ | ------ | ------ | ------ | ------ | ------ | ------ | ------ | ------ |
| 2018                                                                          |             |               |             |                |             |             |            |            |                |                |                   |                   |        |        |        |        |        |        |        |        |        |        |        |        |        |        |
| Kranj HS109                                                                   | Kranj HS109 | Szczyrk HS106 | Wisła HS134 | Frenštát HS106 | Stams HS115 | Stams HS115 | Oslo HS106 | Oslo HS106 | Zakopane HS140 | Zakopane HS140 | Klingenthal HS140 | Klingenthal HS140 | punkty |        |        |        |        |        |        |        |        |        |        |        |        |        |
| -                                                                             | -           | 30            | 22          | 35             | -           | -           | -          | -          | -              | -              | -                 | -                 | 10     |        |        |        |        |        |        |        |        |        |        |        |        |        |
| Legenda                                                                       |             |               |             |                |             |             |            |            |                |                |                   |                   |        |        |        |        |        |        |        |        |        |        |        |        |        |        |
| 1 2 3 4-10 11-30 poniżej 30 dq – dyskwalifikacja - − zawodnik nie wystartował |             |               |             |                |             |             |            |            |                |                |                   |                   |        |        |        |        |        |        |        |        |        |        |        |        |        |        |

### Puchar Beskidów

#### Miejsca w klasyfikacji generalnej
| Sezon | Miejsce |
| ----- | ------- |
| 2018  | 32.     |

## FIS Cup

### Miejsca w klasyfikacji generalnej
| Sezon     | Miejsce |
| --------- | ------- |
| 2017/2018 | 93.     |

### Miejsca w poszczególnych konkursachFIS Cupu
| Źródło                                                                        | Źródło       | Źródło       | Źródło       | Źródło           | Źródło           | Źródło       | Źródło       | Źródło         | Źródło         | Źródło         | Źródło         | Źródło         | Źródło         | Źródło        | Źródło        | Źródło         | Źródło         | Źródło       | Źródło       | Źródło      | Źródło | Źródło | Źródło | Źródło | Źródło | Źródło | Źródło | Źródło | Źródło | Źródło | Źródło | Źródło | Źródło | Źródło | Źródło | Źródło | Źródło | Źródło | Źródło |
| ----------------------------------------------------------------------------- | ------------ | ------------ | ------------ | ---------------- | ---------------- | ------------ | ------------ | -------------- | -------------- | -------------- | -------------- | -------------- | -------------- | ------------- | ------------- | -------------- | -------------- | ------------ | ------------ | ----------- | ------ | ------ | ------ | ------ | ------ | ------ | ------ | ------ | ------ | ------ | ------ | ------ | ------ | ------ | ------ | ------ | ------ | ------ | ------ |
| Sezon 2017/2018                                                               |              |              |              |                  |                  |              |              |                |                |                |                |                |                |               |               |                |                |              |              |             |        |        |        |        |        |        |        |        |        |        |        |        |        |        |        |        |        |        |        |
| Villach HS98                                                                  | Villach HS98 | Kuopio HS127 | Kuopio HS127 | Kandersteg HS106 | Kandersteg HS106 | Râșnov HS100 | Râșnov HS100 | Whistler HS104 | Whistler HS104 | Notodden HS100 | Notodden HS100 | Zakopane HS140 | Zakopane HS140 | Planica HS102 | Planica HS102 | Rastbüchl HS78 | Rastbüchl HS78 | Villach HS98 | Villach HS98 | Falun HS100 | punkty |        |        |        |        |        |        |        |        |        |        |        |        |        |        |        |        |        |        |
| -                                                                             | -            | -            | -            | 39               | 49               | -            | -            | -              | -              | -              | -              | -              | -              | -             | -             | 20             | 11             | -            | -            | -           | 35     |        |        |        |        |        |        |        |        |        |        |        |        |        |        |        |        |        |        |
| Legenda                                                                       |              |              |              |                  |                  |              |              |                |                |                |                |                |                |               |               |                |                |              |              |             |        |        |        |        |        |        |        |        |        |        |        |        |        |        |        |        |        |        |        |
| 1 2 3 4-10 11-30 poniżej 30 dq – dyskwalifikacja - − zawodnik nie wystartował |              |              |              |                  |                  |              |              |                |                |                |                |                |                |               |               |                |                |              |              |             |        |        |        |        |        |        |        |        |        |        |        |        |        |        |        |        |        |        |        |